# Dogger-pad

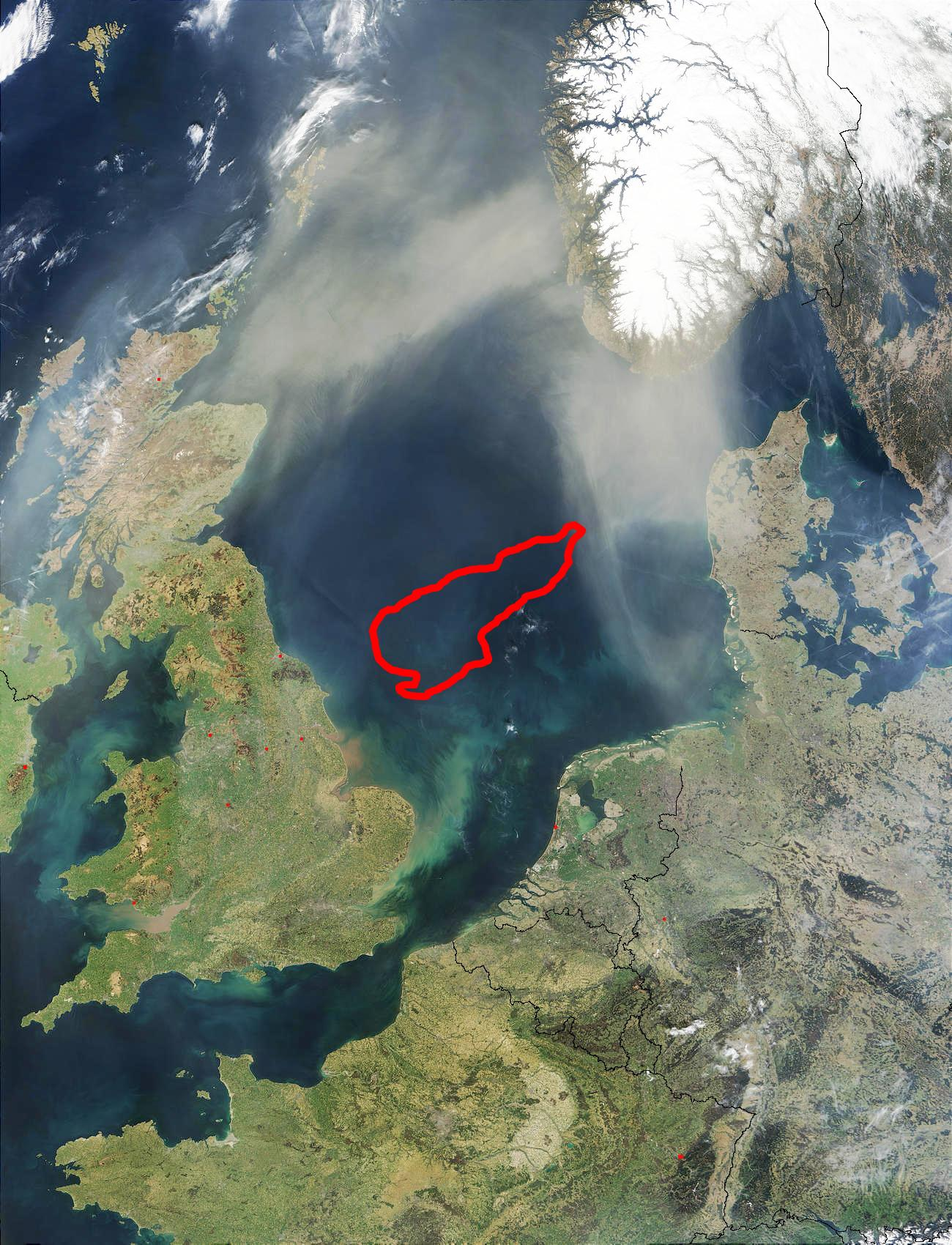
Műholdfelvétel az Északi-tengerről, a Dogger-pad kiterjedése piros színnel jelölve

A Dogger-pad (németül Doggerbank, angolul Dogger Bank, hollandul Doggersbank) egy nagy kiterjedésű, hosszan elnyúló és helyenként csak 13 méter mélyen lévő homokpad az Északi-tengerben. Nevét a holland dogger halászhajók után kapta, melyek gyakran megfordultak a kiváló halászterületként számon tartott vizein. Újabban az itt létesítendő szélfarmok révén fordult a figyelem a terület felé. A hajózásban a Dogger-pad feletti sekély vizeket a Dogger megjelöléssel illetik.

## Geográfia

### Elhelyezkedés
A Dogger-pad az Északi-tengerben hozzávetőlegesen az angol Yorkshire grófság (Middlesborough) és a Jütland-félsziget nyugati részén lévő Ringköbingfjord magasságában húzódik. A nyugati vége a brit partoktól kb. 100 km-re, a keleti vége a dán partoktól mintegy 125–150 km-re van. A Dogger-padot délről a Klaver-pad határolja.

### Kiterjedés
A Dogger-pad 300–350 km hosszan nyúlik el kelet-nyugati irányban szélesedve. Legnagyobb szélessége 120 km, területe 17 600 km².

### Vízmélység
A Északi-tenger átlagosan 94 méteres vízmélységével szemben a Dogger-pad felett ez az érték 30 méter. Legsekélyebb részén az (északi szélesség 54-55. fok, keleti hosszúság 1-7. fok) mindössze 13 méter mély a víz.

## Története

### Korai időszak

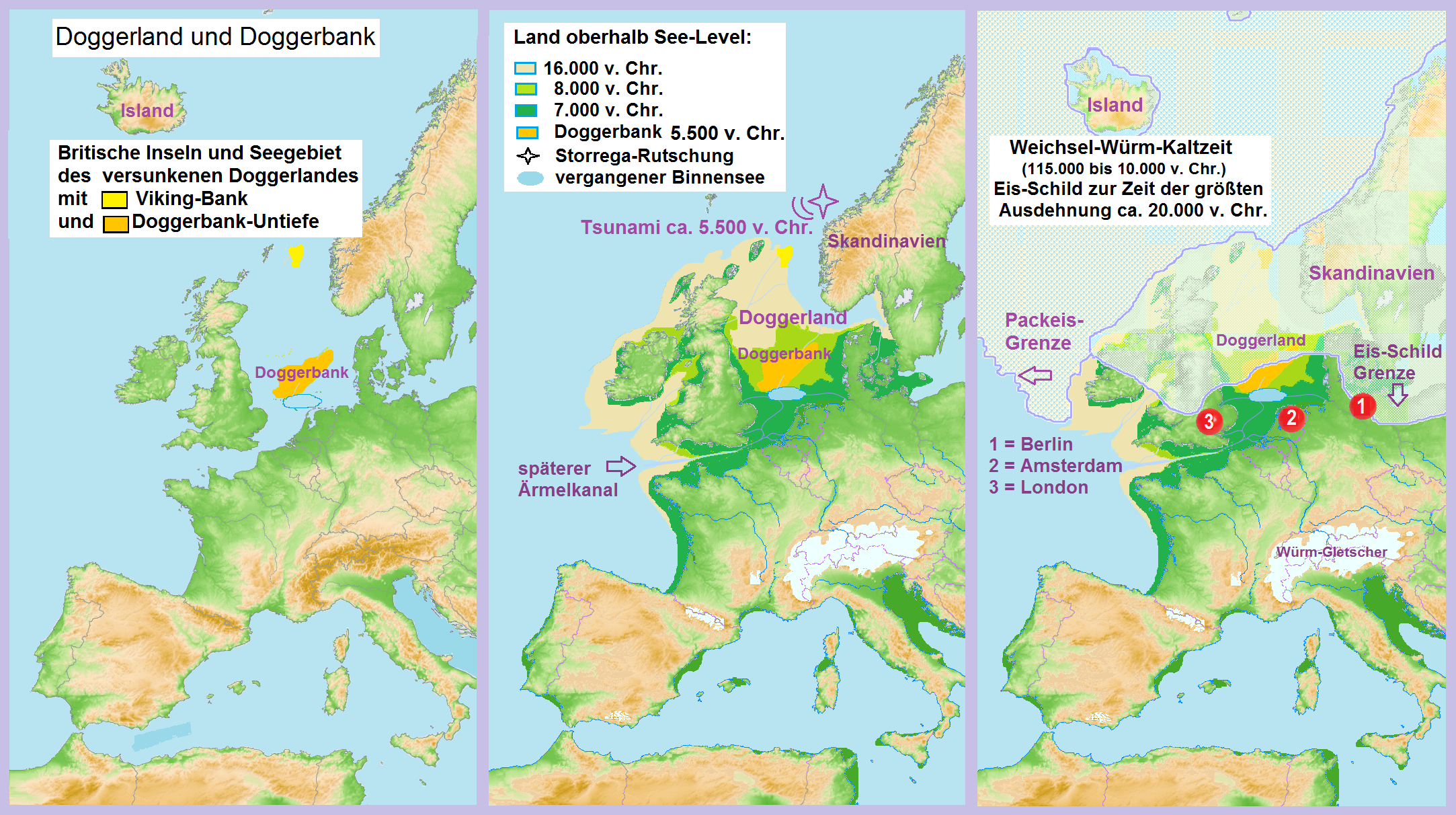
A Doggerbank és az egykori Doggerland maradványa Britannia és a kontinens között: geográfiai helyzetük 2000-ben, a Weichsel- valamint a Würm-glaciálisok idején

a Doggerland kiterjedése a korai holocén idején

A Dogger-pad valószínűleg a pleisztocén idejében lezajlott moréna-képződés során jött létre az akkor még a jelenleginél jóval északabbra lévő jégkorszaki Rajna-torkolattól északra.
Az eljegesedések idején - mikor a tengerszint 100 méterrel volt alacsonyabban és a tengerpart 600 km-rel húzódott északabbra a mai partvonalnál – a mai homokpad és a környező területek szárazon álltak. Ezt a területet a régészek a Dogger-föld (Doggerland) névvel illetik. A La Manche területe is szárazföld volt a nyugati részeit leszámítva, így Anglia és a kontinens között volt szárazföldi összeköttetés.
A tengerszint alacsony állása miatt a Dogger-pad és a La Manche térségében dús szárazföldi növényzet vert gyökeret és a terület közepét egy nagy kiterjedésű édesvizű tó töltötte fel.
A Dogger-padnál és a La Manche-nál lévő szárazföldi összeköttetések közötti alacsonyabban fekvő területet (a mai Északi-tenger déli részét) egy édesvizű tó töltötte fel.
I. e. 6500 évvel a mai Dover és Calais városok közötti mészkősziklából álló összeköttetés erodálódásával az édesvizű tó vize az Atlanti-óceánba folyt le. A tengerszint ezt követő emelkedésével a Dogger-pad és a La Manche lassan ismét víz alá került. Így a víz – mint ahogy a jégkorszak előtti időszakban, és ahogy napjainkban is – az Atlanti-óceán felől a csatornán át az Északi-tengerbe folyhatott, hogy aztán a norvég partok mentén az óceán északi részébe áramolhasson tovább.
A Dogger-padot vélhetőleg a Storegga-csuszamlás keltette cunami vize borította el. A tenger alatti csuszamlás keltette hullám elöntötte a mindössze pár méterrel kiemelkedő Dogger-földet és megsemmisítő hatással volt az itt vadászó-gyűjtögető életmódot folytató közösségekre.
Az itt dolgozó halászhajók hálójába gyakran akadtak bele tőzeg, mamut- és rinocérosz-maradványok, valamint esetenként paleolit-kori vadászeszközök is.

### Történelem
Az utóbbi évszázadokban több tengeri csatára és incidensre is sor került a homokpad felett:
- Doggerbanki csata (1696) – a pfalzi örökösödési háború során a Jean Bart vezette francia kötelék itt aratott győzelmet egy konvojt kísérő holland kötelék felett.
- Doggerbanki csata (1781) – a negyedik angol-holland háború során a két flotta itt vívott egy döntetlen kimenetelű ütközetet.
- A doggerbanki incidens néven elhíresült esemény során 1904. október 21-ről 22-re való éjjel a Távol-Keletre tartó orosz flotta brit halászhajókra nyitott tüzet, mivel japán torpedónaszádoknak vélték őket.
- Doggerbanki csata (1915) – az első világháború során a brit és német flotta kisebb erőinek összecsapása során itt süllyedt el a Blücher páncélos cirkáló.
- Doggerbanki csata (1916) – az első világháború újabb itteni ütközete kisebb erők között a németeknek kedvezett.
- 1966-ban a német U-Hai tengeralattjáró itt süllyedt el egy szélvihar során. Németország egyik legtöbb áldozatot követelő békeidőbeli katasztrófájában a 20 fős legénységből 19 ember veszett oda.

Az 1931-ben a Richter-skála szerinti 6,1-es erősségű földrengés hipocentruma (rengésfészke) a Dogger-pad alatt volt 23 kilométerrel és az Északi-tengert övező összes országban érezni lehetett, sok helyütt jelentős károkat okozott.

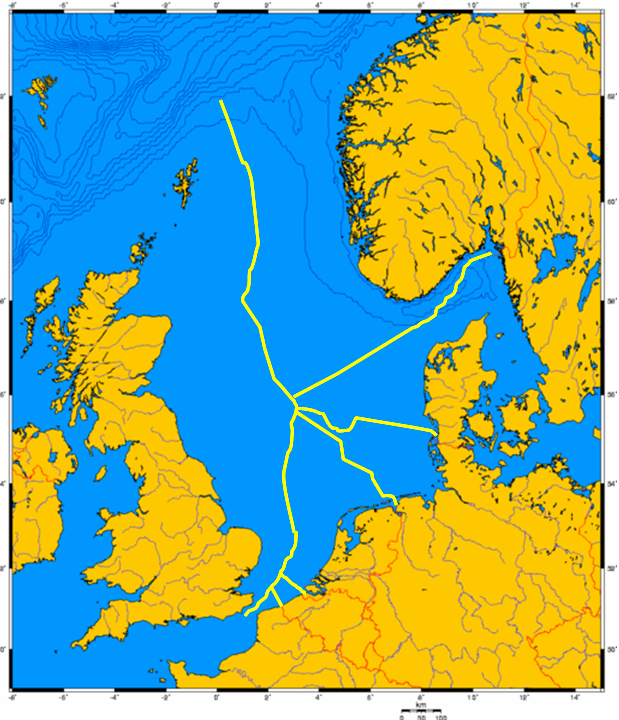
Az Északi-tenger gazdasági felosztása. A gazdasági zónák a Dogger-padon érnek össze

A kis mélységben való elhelyezkedése miatt a Dogger-pad mint „tengervíz által kis mértékben elöntött homokpad” az Európai Unió természetes élőhelyek, valamint a vadon élő állatok és növények védelméről szóló irányelvének védelme alatt áll. 2012 óta a Dogger-pad területéből 18.000 km² tartozik a Natura 2000 környezetvédelmi hálózathoz.
A Dogger-pad az Északi-tenger parttól távolabb eső területeihez hasonlóan nem került egyetlen állam joghatósága alá, ám 1970-ben a szomszédos országok területét gazdasági zónákra osztották fel, miután kiderült, hogy a tengerfenék alatt jelentős mennyiségű ásványkincs található. A felosztás során a Dogger-pad területének túlnyomó része a brit zónához került, de kisebb-nagyobb részben részesült belőle Hollandia, Németország, Dánia és Norvégia is.

## Gazdaság

### Halászat
A Dogger-pad jó halászterületnek számít, különösen a melegebb vizeket kedvelő tőkehal és a lepényhal fordul elő az itteni sekély vizekben.

### Szélenergia
A brit kormányzat tervei szerint a Dogger-pad területére is telepítenek szélfarmokat. A tervek szerint mintegy 1500 szélturbina 9 gigawatt energiát termelne és ezzel a világ egyik legnagyobb tengeri szélfarmja lenne. Ez megegyezne kilenc atomerőmű teljesítményével. A Dogger Bank Creyke Beck névvel jelölt 2400 megawatt teljesítményű első telepének létrehozását 2015 elején engedélyezték. Ezt a Dogger Bank Teesside telep létrehozása követné újabb 2400 megawatt teljesítménnyel. A tervezett telepek 13 gigawattosra való bővítését is lehetségesnek tartják. A tervezett szélfarm alapterülete 8600 km², melyen a víz mélysége 20-60 méter. A projektnek a RWE, a Scottish & Southern Energy, a Statoil és a Statkraft vállalatok közösen fognak hozzá.

## Fordítás
Ez a szócikk részben vagy egészben  a   Doggerbank című német Wikipédia-szócikk fordításán alapul.  Az eredeti cikk szerkesztőit annak laptörténete sorolja fel. Ez a jelzés csupán a megfogalmazás eredetét és a szerzői jogokat jelzi, nem szolgál a cikkben szereplő információk forrásmegjelöléseként.